# Stanisław Kostrzewa
Stanisław Jan Kostrzewa (ur. 5 maja 1937 w Dobrzycy) – polski inżynier, dr hab., dyrektor Instytutu Kształtowania i Ochrony Środowiska Wydziału Inżynierii Kształtowania Środowiska i Geodezji Uniwersytetu Przyrodniczego we Wrocławiu.

## Życiorys
W 1960 roku ukończył studia na Akademii Rolniczej we Wrocławiu. W 1966 obronił pracę doktorską, w 1977 uzyskał stopień doktora habilitowanego. W 1987 nadano mu tytuł profesora (wówczas profesora nadzwyczajnego) w zakresie nauk technicznych. Od 1996 zatrudniony na stanowisku profesora zwyczajnego Akademii Rolniczej (obecnie Uniwersytet Przyrodniczy) we Wrocławiu. Objął funkcję dyrektora w Instytucie Kształtowania i Ochrony Środowiska na Wydziale Inżynierii Kształtowania Środowiska i Geodezji Uniwersytetu Przyrodniczego we Wrocławiu, oraz przewodniczącego honorowego Komitetu Melioracji i Inżynierii Środowiska Rolniczego na II Wydziale Nauk Biologicznych i Rolniczych i na V Wydziale Nauk Rolniczych, Leśnych i Weterynaryjnych Polskiej Akademii Nauk.
Był członkiem Komisji ds. Stopni i Tytułów; Sekcja III – Nauk Biologicznych, Rolniczych, Leśnych i Weterynaryjnych Centralnej Komisji do Spraw Stopni i Tytułów i Komitetu Melioracji i Inżynierii Środowiska Rolniczego PAN.
W 2005 r. Akademia Rolnicza w Krakowie nadała mu tytuł doktora honoris causa.